# Japán az 1976. évi téli olimpiai játékokon
Japán az ausztriai Innsbruckban megrendezett 1976. évi téli olimpiai játékok egyik részt vevő nemzete volt. Az országot az olimpián 10 sportágban 58 sportoló képviselte, akik érmet nem szereztek.

## Alpesisí
Férfi
| Versenyző        | Versenyszám      | 1. futam      | 1. futam      | 2. futam      | 2. futam      | Összesítés | Összesítés |
| Versenyző        | Versenyszám      | Idő           | Hely.         | Idő           | Hely.         | Idő        | Helyezés   |
| ---------------- | ---------------- | ------------- | ------------- | ------------- | ------------- | ---------- | ---------- |
| Csiba Haruhisza  | Óriás-műlesiklás | kizárták      | kizárták      | kizárták      | kizárták      | kizárták   | kizárták   |
| Csiba Haruhisza  | Műlesiklás       | nem ért célba | nem ért célba | kiesett       | kiesett       | kiesett    | kiesett    |
| Icsimura Maszami | Óriás-műlesiklás | nem ért célba | nem ért célba | kiesett       | kiesett       | kiesett    | kiesett    |
| Icsimura Maszami | Műlesiklás       | 1:02,35       | 10.*          | nem ért célba | nem ért célba | kiesett    | kiesett    |
| Katagiri Mikio   | Lesiklás         |               |               |               |               | 1:50,03    | 27.        |
| Katagiri Mikio   | Óriás-műlesiklás | 1:54,68       | 45.           | 1:58,05       | 38.           | 3:52,73    | 37.        |
| Katagiri Mikio   | Műlesiklás       | nem ért célba | nem ért célba | kiesett       | kiesett       | kiesett    | kiesett    |
| Tomii Szumihiro  | Lesiklás         |               |               |               |               | 1:48,88    | 20.        |
| Tomii Szumihiro  | Óriás-műlesiklás | 1:53,92       | 40.           | 1:55,81       | 34.           | 3:49,73    | 34.        |
| Tomii Szumihiro  | Műlesiklás       | 1:07,69       | 34.           | 1:10,98       | 28.           | 2:18,67    | 29.        |

* - egy másik versenyzővel azonos eredményt ért el

## Biatlon

### 20 km egyéni indításos
A célpont egy külső és egy belső körből állt. A külső körön kívüli találat 2 perc, a külső kör találata 1 perc büntetőidőt jelentett.
| Versenyző        | Eredmény   | Helyezés | Büntetőperc | Végső eredmény | Helyezés |
| ---------------- | ---------- | -------- | ----------- | -------------- | -------- |
| Degucsi Hirojuki | 1:20:53,84 | 47.      | 4           | 1:24:53,84     | 30.      |
| Szuzuki Manabu   | 1:19:35,79 | 42.      | 7           | 1:26:35,79     | 38.      |
| Szaszakubo Kazuo | 1:21:35,31 | 49.      | 6           | 1:27:35,31     | 41.      |

### 4 × 7,5 km váltó
A lövéseket követően a lövőhibák számának megfelelő mennyiségű 200 m-es büntetőkört kellett teljesíteni a versenyzőknek.
| Versenyző                                                 | Eredmény   | Lövőhiba | Helyezés |
| --------------------------------------------------------- | ---------- | -------- | -------- |
| Óno Iszao Degucsi Hirojuki Szuzuki Manabu Sirate Josijuki | 2:17:09,04 | 10       | 14.      |

## Bob
| Versenyző                                                | Versenyszám | 1. futam | 1. futam | 2. futam | 2. futam | 3. futam | 3. futam | 4. futam | 4. futam | Összesítés | Összesítés |
| Versenyző                                                | Versenyszám | Idő      | Hely.    | Idő      | Hely.    | Idő      | Hely.    | Idő      | Hely.    | Idő        | Helyezés   |
| -------------------------------------------------------- | ----------- | -------- | -------- | -------- | -------- | -------- | -------- | -------- | -------- | ---------- | ---------- |
| Szató Rikio Sinada Kimihiro                              | Kettes      | 58,52    | 22.      | 58,30    | 21.      | 58,55    | 23.      | 58,35    | 21.      | 3:53,72    | 22.        |
| Eszasika Szuszumu Abe Kazumi                             | Kettes      | 58,69    | 24.      | 59,07    | 24.      | 59,12    | 24.      | 59,18    | 24.      | 3:56,06    | 24.        |
| Eszasika Szuszumu Abe Kazumi Szató Rikio Sinada Kimihiro | Négyes      | 56,47    | 18.      | 56,97    | 21.      | 57,78    | 19.      | 58,19    | 19.      | 3:49,41    | 18.        |

## Északi összetett
A három ugrás közül a két legjobb pontszámát adták össze. A sífutás végén 1 perces időkülönbség 9 pontnak felelt meg.
| Versenyző     | Normálsánc | Normálsánc | Normálsánc | Normálsánc | Normálsánc | Normálsánc | Normálsánc | Normálsánc | 15 km sífutás | 15 km sífutás | 15 km sífutás | Összesítés | Összesítés |
| Versenyző     | 1. ugrás   | 1. ugrás   | 2. ugrás   | 2. ugrás   | 3. ugrás   | 3. ugrás   | Össz.      | Össz.      | 15 km sífutás | 15 km sífutás | 15 km sífutás | Összesítés | Összesítés |
| Versenyző     | Pont       | Hely.      | Pont       | Hely.      | Pont       | Hely.      | Pont       | Hely.      | Idő           | Pont          | Hely.         | Pont       | Helyezés   |
| ------------- | ---------- | ---------- | ---------- | ---------- | ---------- | ---------- | ---------- | ---------- | ------------- | ------------- | ------------- | ---------- | ---------- |
| Kacuro Júdzsi | 91,6       | 20.        | 104,5      | 5.         | 105,3      | 4.         | 209,8      | 5.         | 54:15,75      | 163,87        | 29.           | 373,67     | 21.        |
| Kubota Micsio | 93,7       | 16.*       | 98,4       | 11.        | 97,9       | 16.        | 196,3      | 15.        | 56:39,45      | 142,31        | 32.           | 338,61     | 30.        |

* - egy másik versenyzővel azonos eredményt ért el

## Gyorskorcsolya
Férfi
| Versenyző          | Versenyszám | Eredmény | Helyezés |
| ------------------ | ----------- | -------- | -------- |
| Hirate Norio       | 500 m       | 40,85    | 16.*     |
| Hirate Norio       | 1000 m      | 1:29,42  | 30.      |
| Kavahara Maszajuki | 5000 m      | 8:10,80  | 24.      |
| Ójama Mikio        | 500 m       | 40,90    | 18.      |
| Ójama Mikio        | 1000 m      | 1:25,91  | 24.      |
| Szuzuki Maszaki    | 500 m       | 40,22    | 11.*     |
| Szuzuki Maszaki    | 1000 m      | 1:23,40  | 19.      |
| Jamamoto Maszahiko | 1500 m      | 2:06,67  | 21.      |
| Jamamoto Maszahiko | 5000 m      | 8:06,97  | 22.      |
| Jamamoto Maszahiko | 10 000 m    | 16:20,83 | 16.      |

* - egy másik versenyzővel azonos eredményt ért el
Női
| Versenyző        | Versenyszám | Eredmény | Helyezés |
| ---------------- | ----------- | -------- | -------- |
| Haszegava Keiko  | 500 m       | 45,09    | 17.      |
| Haszegava Keiko  | 1000 m      | 1:35,42  | 24.      |
| Itó Csieko       | 1500 m      | 2:25,27  | 22.      |
| Itó Csieko       | 3000 m      | 5:02,57  | 21.      |
| Nagaja Makiko    | 500 m       | 43,88    | 7.       |
| Nagaja Makiko    | 1000 m      | 1:31,23  | 9.       |
| Jaegasi-Óta Júko | 1000 m      | 1:33,99  | 20.      |
| Jaegasi-Óta Júko | 1500 m      | 2:25,74  | 24.      |
| Jaegasi-Óta Júko | 3000 m      | 4:58,92  | 19.      |

## Jégkorong
| Japán férfi jégkorongcsapat-játékoskeret                                                       | Japán férfi jégkorongcsapat-játékoskeret                                                       | Japán férfi jégkorongcsapat-játékoskeret                                                                        |
| ---------------------------------------------------------------------------------------------- | ---------------------------------------------------------------------------------------------- | --- |
| - Akiba Takesi - Azuma Takesi - Eszasika Kijosi - Hanzava Cutomu - Honma Szadaki - Hori Hirosi | - Hosino Josio - Itó Minoru - Kjója Josiaki - Miszava Minoru - Nakamura Hitosi - Nakajama Ivao | - Ocubo Tosimicu - Szakurai Hideo - Tanaka Jaszusio - Urabe Hideo - Vakabajasi „Harvey” Oszamu - Vakasza Kódzsi |

### Eredmények
Selejtező
| 1976. február 3. 14:00 | Finnország (FIN) | 11 – 2 (0–1, 4–0, 7–1) | Japán | Innsbruck, Ausztria |

|  |  |  |  |  |
|  |  |  |  |  |
|  |  |  |  |  |
|  |  |  |  |  |

A 7–12. helyért
| 1976. február 5. 17:00 | Románia (ROU) | 3 – 1 (1–0, 1–1, 1–0) | Japán | Innsbruck, Ausztria |

|  |  |  |  |  |
|  |  |  |  |  |
|  |  |  |  |  |
|  |  |  |  |  |

| 1976. február 7. 20:00 | Ausztria (AUT) | 3 – 2 (1–1, 2–0, 0–1) | Japán | Innsbruck, Ausztria |

|  |  |  |  |  |
|  |  |  |  |  |
|  |  |  |  |  |
|  |  |  |  |  |

| 1976. február 9. 17:00 | Svájc (SUI) | 4 – 6 (2–1, 1–4, 1–1) | Japán | Innsbruck, Ausztria |

|  |  |  |  |  |
|  |  |  |  |  |
|  |  |  |  |  |
|  |  |  |  |  |

| 1976. február 11. 17:00 | Jugoszlávia (YUG) | 3 – 4 (0–2, 0–1, 3–1) | Japán | Innsbruck, Ausztria |

|  |  |  |  |  |
|  |  |  |  |  |
|  |  |  |  |  |
|  |  |  |  |  |

| 1976. február 13. 14:00 | Bulgária (BUL) | 5 – 7 (3–4, 1–2, 1–1) | Japán | Innsbruck, Ausztria |

|  |  |  |  |  |
|  |  |  |  |  |
|  |  |  |  |  |
|  |  |  |  |  |

Végeredmény
| Csapat      | M | Gy | D | V | G+ | G– | Gk  | P |
| ----------- | - | -- | - | - | -- | -- | --- | - |
| Románia     | 5 | 4  | 0 | 1 | 23 | 15 | +8  | 8 |
| Ausztria    | 5 | 3  | 0 | 2 | 18 | 14 | +4  | 6 |
| Japán       | 5 | 3  | 0 | 2 | 20 | 18 | +2  | 6 |
| Jugoszlávia | 5 | 3  | 0 | 2 | 22 | 19 | +3  | 6 |
| Svájc       | 5 | 2  | 0 | 3 | 24 | 22 | +2  | 4 |
| Bulgária    | 5 | 0  | 0 | 5 | 19 | 38 | –19 | 0 |

- A 8–10. helyről az egymás elleni mérkőzéseken elért eredmények döntöttek:

Ausztria – Japán 3–2
Jugoszlávia – Japán 3–4
Ausztria – Jugoszlávia 3–1
| Csapat      | M | Gy | D | V | G+ | G– | P |
| ----------- | - | -- | - | - | -- | -- | - |
| Ausztria    | 2 | 2  | 0 | 0 | 6  | 3  | 4 |
| Japán       | 2 | 1  | 0 | 1 | 6  | 6  | 2 |
| Jugoszlávia | 2 | 0  | 0 | 2 | 4  | 7  | 0 |

| Csapat | Helyezés |
| ------ | -------- |
| Japán  | 9.       |

## Műkorcsolya
| Versenyző       | Versenyszám  | Kötelező elemek   | Kötelező elemek | Rövid program     | Rövid program | Kűr               | Kűr   | Összesítés                     | Összesítés                     | Összesítés                     | Összesítés                     | Összesítés                     | Összesítés                     | Összesítés                     | Összesítés                     | Összesítés                     | Összesítés        | Összesítés        | Összesítés  | Összesítés | Összesítés |
| Versenyző       | Versenyszám  | Kötelező elemek   | Kötelező elemek | Rövid program     | Rövid program | Kűr               | Kűr   | Helyezési pontszámok bírónként | Helyezési pontszámok bírónként | Helyezési pontszámok bírónként | Helyezési pontszámok bírónként | Helyezési pontszámok bírónként | Helyezési pontszámok bírónként | Helyezési pontszámok bírónként | Helyezési pontszámok bírónként | Helyezési pontszámok bírónként | Több. hely. száma | Több. hely. össz. | Hely. össz. | Pont       | Helyezés   |
| Versenyző       | Versenyszám  | Több. hely. száma | Hely.           | Több. hely. száma | Hely.         | Több. hely. száma | Hely. | 1                              | 2                              | 3                              | 4                              | 5                              | 6                              | 7                              | 8                              | 9                              | Több. hely. száma | Több. hely. össz. | Hely. össz. | Pont       | Helyezés   |
| --------------- | ------------ | ----------------- | --------------- | ----------------- | ------------- | ----------------- | ----- | ------------------------------ | ------------------------------ | ------------------------------ | ------------------------------ | ------------------------------ | ------------------------------ | ------------------------------ | ------------------------------ | ------------------------------ | ----------------- | ----------------- | ----------- | ---------- | ---------- |
| Szano Minoru    | Férfi egyéni | 5×9+              | 9.              | 6×8+              | 7.            | 8×10+             | 10.   | 8,0                            | 9,0                            | 9,0                            | 9,0                            | 8,0                            | 8,0                            | 9,0                            | 9,0                            | 10,0                           | 8×9+              | 69,0              | 79,0        | 178,72     | 9.         |
| Macumura Micuru | Férfi egyéni | 5×16+             | 16.             | 7×12+             | 12.           | 9×11+             | 11.   | 11,0                           | 11,0                           | 11,0                           | 12,0                           | 12,0                           | 10,0                           | 10,0                           | 11,0                           | 11,0                           | 7×11+             | 75,0              | 99,0        | 172,48     | 11.        |
| Vatanabe Emi    | Női egyéni   | 8×12+             | 11.             | 5×12+             | 12.           | 8×15+             | 15.   | 13,5                           | 13,0                           | 14,0                           | 13,0                           | 13,0                           | 14,0                           | 11,0                           | 13,0                           | 14,0                           | 5×13+             | 63,0              | 118,5       | 171,72     | 13.        |

## Sífutás
Férfi
| Versenyző        | Versenyszám | Eredmény   | Helyezés |
| ---------------- | ----------- | ---------- | -------- |
| Fudzsiki Rjódzsi | 15 km       | 49:40,48   | 58.      |
| Fudzsiki Rjódzsi | 30 km       | 1:42:59,25 | 57.      |
| Hajaszaka Kijosi | 15 km       | 48:46,93   | 50.      |
| Hajaszaka Kijosi | 30 km       | 1:41:33,76 | 55.      |

Női
| Versenyző    | Versenyszám | Eredmény | Helyezés |
| ------------ | ----------- | -------- | -------- |
| Terui Mikiko | 5 km        | 17:29,65 | 26.      |
| Terui Mikiko | 10 km       | 33:25,81 | 30.      |

## Síugrás
Férfi
| Versenyző      | Versenyszám | 1. ugrás | 1. ugrás | 2. ugrás | 2. ugrás | Összesítés | Összesítés |
| Versenyző      | Versenyszám | Pont     | Hely.    | Pont     | Hely.    | Pont       | Helyezés   |
| -------------- | ----------- | -------- | -------- | -------- | -------- | ---------- | ---------- |
| Itagaki Hirosi | Normálsánc  | 109,4    | 23.      | 111,7    | 18.      | 221,1      | 20.        |
| Itagaki Hirosi | Nagysánc    | 95,4     | 24.      | 79,8     | 39.      | 175,2      | 33.        |
| Itó Takao      | Normálsánc  | 106,8    | 25.      | 107,1    | 26.      | 213,9      | 24.        |
| Itó Takao      | Nagysánc    | 95,5     | 22.*     | 87,7     | 24.      | 183,2      | 22.        |
| Kakuta Kódzsi  | Normálsánc  | 104,5    | 32.      | 105,9    | 28.      | 210,4      | 29.*       |
| Kaszaja Jukio  | Normálsánc  | 114,1    | 14.      | 109,9    | 20.*     | 224,0      | 16.*       |
| Kaszaja Jukio  | Nagysánc    | 95,9     | 20.      | 96,4     | 12.      | 192,3      | 17.        |
| Vakasza Minoru | Nagysánc    | 90,4     | 32.      | 87,1     | 27.      | 177,5      | 29.        |

* - egy másik versenyzővel azonos eredményt ért el

## Szánkó
| Versenyző                       | Versenyszám | 1. futam | 1. futam | 2. futam | 2. futam | 3. futam | 3. futam | 4. futam | 4. futam | Összesítés | Összesítés |
| Versenyző                       | Versenyszám | Idő      | Hely.    | Idő      | Hely.    | Idő      | Hely.    | Idő      | Hely.    | Idő        | Helyezés   |
| ------------------------------- | ----------- | -------- | -------- | -------- | -------- | -------- | -------- | -------- | -------- | ---------- | ---------- |
| Icsikava Kazuaki                | Férfi egyes | 56,252   | 29.      | 55,502   | 30.      | 55,400   | 33.      | 55,288   | 29.      | 3:42,442   | 27.        |
| Szató Hidetosi                  | Férfi egyes | 55,699   | 27.      | 55,142   | 26.      | 54,906   | 27.      | 55,184   | 27.      | 3:40,931   | 24.        |
| Ogava Mieko                     | Női egyes   | 45,341   | 18.      | 45,263   | 20.      | 44,907   | 20.      | 45,219   | 19.      | 3:00,730   | 19.        |
| Jamada Teruko                   | Női egyes   | 45,482   | 20.      | 45,155   | 19.      | 44,943   | 21.      | 45,228   | 20.      | 3:00,808   | 20.        |
| Icsikava Kazuaki Ójagi Maszaaki | Kettes      | 45,176   | 18.      | 45,407   | 19.      |          |          |          |          | 1:30,583   | 18.        |